# Fritz Bauer (Landrat)
Fritz Bauer war ein deutscher Landrat.

## Leben
Nach dem Überfall des Deutschen Reiches auf das Königreich Jugoslawien am 6. April 1941 wurde der jugoslawische Teil der Steiermark als CdZ-Gebiet Untersteiermark vom Großdeutschen Reich annektiert. Am 14. April 1941 traten die bislang jugoslawische bezirksfreie Stadt Ptuj und die Bezirkshauptmannschaft Ptuj dem Gebiet des Chefs der Zivilverwaltung in der Untersteiermark bei. Es entstand in der Folge u. a. der Landkreis Pettau, als dessen Landrat am 1. Juli 1941 der bisherige politische Kommissar Fritz Bauer kommissarisch eingesetzt wurde. Mit Wirkung zum 1. November 1941 wurde ihm das Amt definitiv übertragen. Er blieb bis gegen Ende des Zweiten Weltkrieges im Amt.